# ليونيل كيد
ليونيل كيد هو محاسب وسياسي أمريكي، ولد في 14 أغسطس 1918، وتوفي في 3 أبريل 1990 بسبب نفاخ رئوي.